# Rote Keulenschrecke

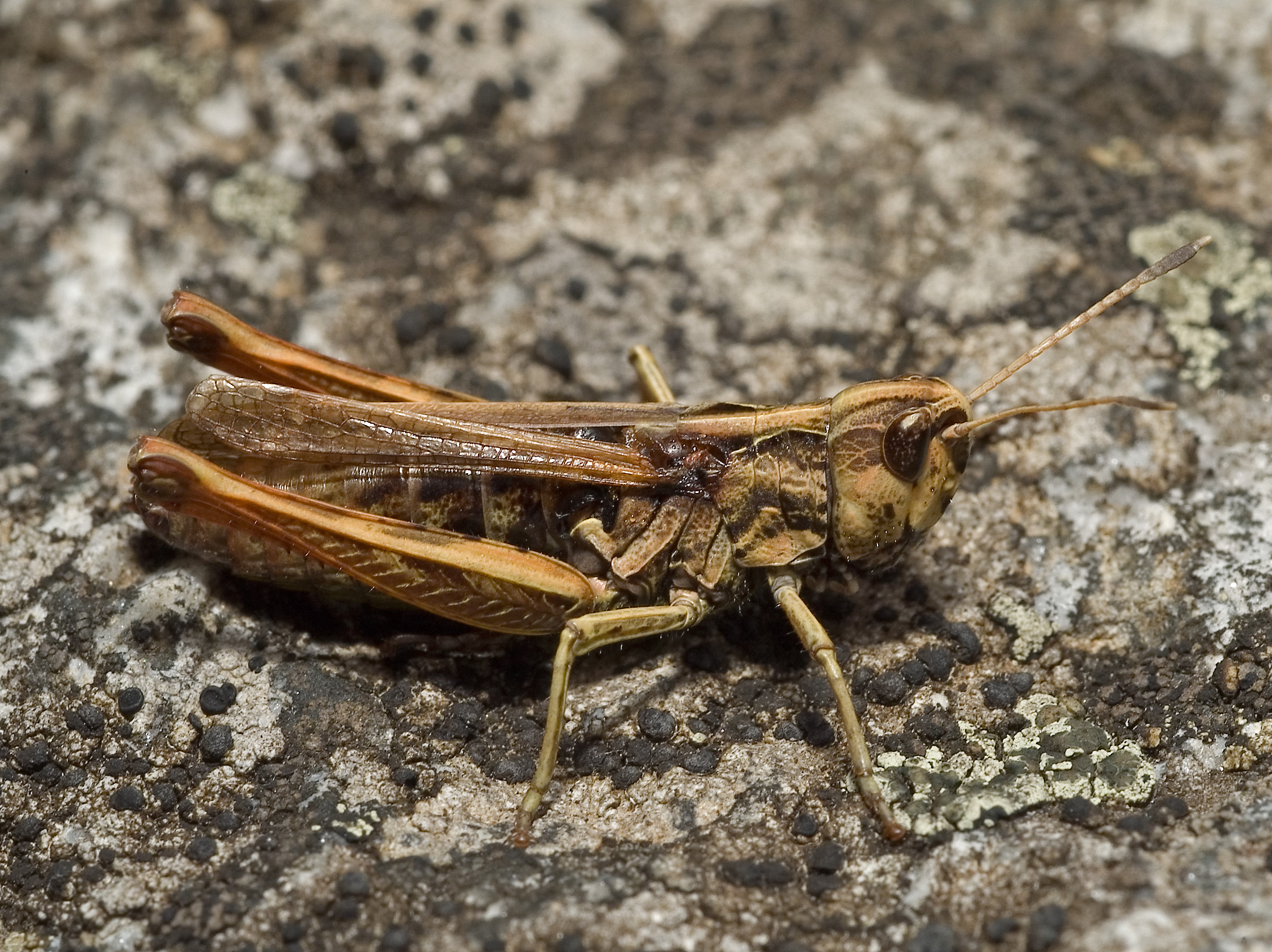
Rote Keulenschrecke

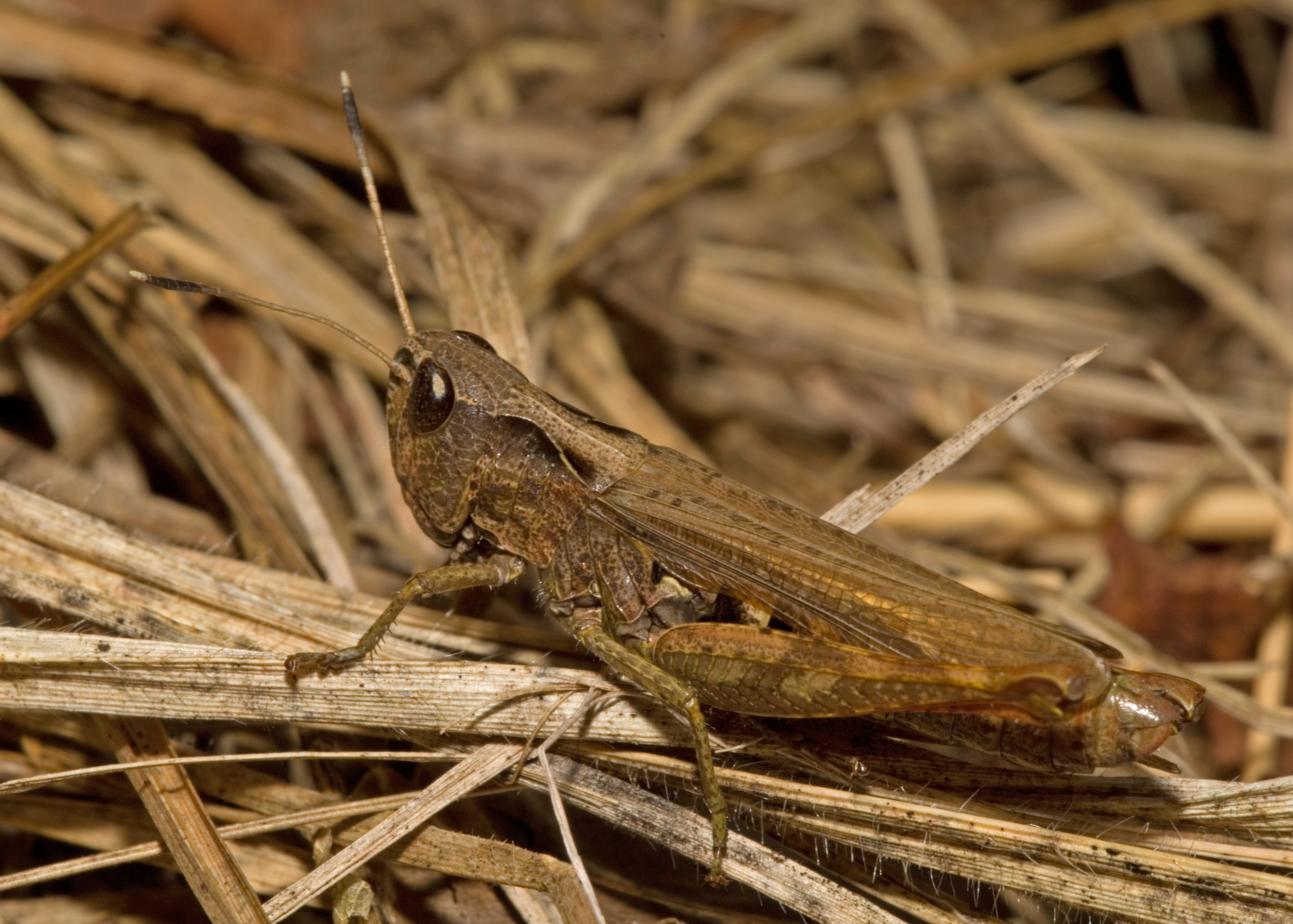
Rote Keulenschrecke

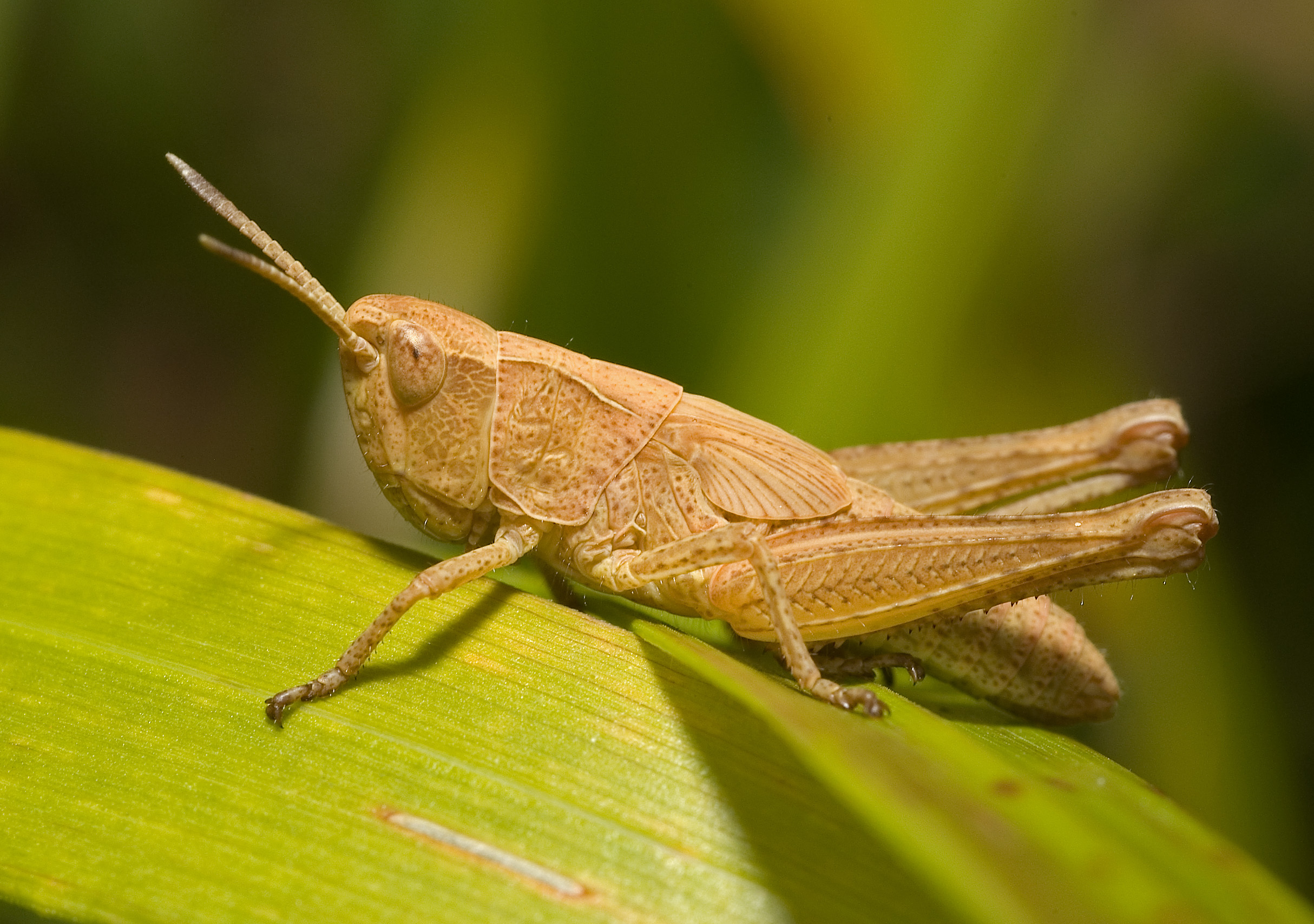
Nymphe

Die Rote Keulenschrecke (Gomphocerippus rufus) ist eine Kurzfühlerschrecke aus der Familie der Feldheuschrecken (Acrididae). Die Art ist die einzige ihrer Gattung in Europa. Ihre Männchen haben ein besonders komplexes Balzverhalten, das bis zu 15 Minuten dauern kann. Die Art kommt in fast ganz Eurasien vor und lebt in trockenen bis leicht feuchten, gut strukturierten Lebensräumen. Sie ist in ihrem Bestand nicht gefährdet.

## Merkmale
Die Tiere erreichen eine Körperlänge von 14 bis 16 Millimetern (Männchen) bzw. 17 bis 23 Millimetern (Weibchen). Die Grundfarbe variiert sehr stark und reicht in unterschiedlichen Schattierungen von braun nach grau, kann aber auch ockerfarben oder rötlich bis hin zu kräftig dunkelrot sein. Charakteristisches Merkmal der Art sind die besonders beim Männchen gut ausgeprägten, lanzettförmig verbreiterten Fühlerkeulen, die schwarz gefärbt sind und eine weiße Spitze haben. Durch diese weiße Spitze ist die Art von anderen Arten, die ebenfalls solche Fühlerkeulen haben, gut zu unterscheiden. Die Labial- und Maxillarpalpen sind weiß. Der Halsschild besitzt eine mittige Naht und ist von der Seite gesehen am Rücken gerade. Die häufig fein weiß gezeichneten Seitenkiele sind breit schwarz gesäumt und nach dem vorderen Drittel geknickt. Die graubraunen Vorderflügel sind am Vorderrand etwas ausgebuchtet, haben aber kein erweitertes Medialfeld. Sie sind bei den Männchen länger und reichen etwas über die Knie der Hinterbeine, bei den Weibchen reichen sie nicht ganz an die Knie heran. Das Ende des Hinterleibs der Männchen ist rotbraun bis rot.

## Vorkommen
Die Art ist in Europa und Asien verbreitet und kommt von Frankreich über Mitteleuropa bis in die Mandschurei und in fast ganz Sibirien vor. Im Norden verläuft die Verbreitungsgrenze zunächst durch den Süden Großbritanniens, weiter durch Belgien und Norddeutschland und reicht dann jedoch weit nach Norden bis in das nördlichste Skandinavien. Die Südgrenze der Verbreitung wird im Westen in den Pyrenäen, weiter östlich im Süden Italiens und der Balkanhalbinsel erreicht. Die Art fehlt zudem an der französischen Atlantikküste. Sie ist in den Alpen bis in eine Höhe von etwa 2480 Meter Seehöhe nachgewiesen, kommt dort aber am häufigsten zwischen 100 und 800 Metern vor. Ihr Vorkommen ist dort im Wesentlichen auf temperaturbegünstigte Südhänge beschränkt.
Die Rote Keulenschrecke ist wärmeliebend und besiedelt offene, trockene bis leicht feuchte Lebensräume, die gut strukturiert sind. Man findet sie vor allem an Waldrändern, Hecken, Lichtungen und in Wiesen mit hohen Gräsern und auch auf Trockenrasen. Fettwiesen und kurz gefressene Weiden werden gemieden.

## Lebensweise
Die Rote Keulenschrecke ernährt sich herbivor, vor allem von Süßgräsern, andere krautige Pflanzen und Binsen werden eher selten gefressen. Die Tiere vermeiden es, am Boden zu sitzen, sondern halten sich bevorzugt an höher gelegenen, besonnten Stellen auf, wie etwa auf Brombeerblättern aber auch krautigen Pflanzen. Sie sind flugfähig und besiedeln dadurch neue Ruderalflächen, die etwa durch Windbruch entstanden sind, aber nur einzelne Tiere einer Population bewegen sich auch über weitere Strecken fort, weswegen geeignete Verbindungen wie Waldränder oder Böschungen zwischen Teilpopulationen notwendig sind. Die Tiere sind gute Kletterer in der Vegetation und können auch von dünnen Halmen problemlos abspringen. Die Imagines sind gegenüber Kälte und Schnee sehr tolerant und können stellenweise sogar bis Mitte Dezember beobachtet werden.

## Balz und Paarung
Die Männchen beginnen bereits ein bis zwei Tage nach der letzten Häutung mit ihrem Gesang, die Weibchen erst nach weiteren sechs bis acht Tagen. Der Gesang der Männchen erinnert an den des Nachtigall-Grashüpfers (Chorthippus biguttulus), ist jedoch weicher und ohne metallische Laute. Er besteht aus etwa fünf Sekunden andauernden Versen, die aus etwa 30 schnell hintereinander folgenden, zischenden „sch-sch-sch...“- bzw. „srt-srt-srt...“-Lauten bestehen. Diese Laute werden durch eine sich überlagernde Bewegung der Beine erzeugt, wobei die Schenkel unregelmäßig vibrieren und gleichzeitig etwa viermal pro Sekunde auf und ab bewegt werden. Es kommt regelmäßig zu Wechselgesängen von Männchen und Weibchen. Das Männchen klettert während des Gesangs auf der Suche nach Weibchen durch die Vegetation. Ist ein Weibchen gefunden, folgt ein dreiphasiger Werbegesang, der aus „schi-schi-schi“-Lauten besteht und der in weiterer Folge mit markanten Fühler- und Palpenbewegungen kombiniert wird, die an Intensität mit der Zeit zunehmen. Das Männchen schwenkt zunächst Kopf und Palpen hin und her, dann werden die Fühler rasch gehoben und auf das Weibchen abgesenkt. Nun wird der Kopf ruhig gehalten und die Palpen vollführen zitternde Bewegungen. Anschließend werden die Fühler blitzartig nach hinten gezogen und gleichzeitig ein „zick“-Laut ausgestoßen. Dieser Teil des Rituals kann sich wiederholen, bevor der gesamte Werbungstanz erneut ausgeführt wird. Das gesamte Ritual kann ununterbrochen bis zu 15 Minuten andauern. Ist das Weibchen paarungswillig, antwortet es schließlich mit sehr leisen Lauten und die Paarung findet statt. Die Spermatophore wird bereits kurz nach Beginn der Paarung übertragen.

## Entwicklung
Die Weibchen legen ihre Eier in halbtrockenen Böden in das Wurzelgeflecht von Gräsern ab. Trockenere Böden werden gemieden, sandiges und kiesiges Terrain wird felsigem gegenüber bevorzugt. Pro Gelege werden etwa acht bis neun Eier in Eipaketen abgelegt, insgesamt legt ein Weibchen nur etwa fünf Gelege an. Das Loch wird nach der Eiablage mit kratzenden und stampfenden Bewegungen mit den Hinterbeinen verschlossen. Die im Herbst abgelegten Eier überwintern, die Larven schlüpfen erst im Frühjahr des darauffolgenden Jahres. Ihre Entwicklung ist stark von der Temperatur abhängig und verläuft bei etwa 30 °C optimal. Die ersten adulten Tiere treten ab Ende Juni auf, die meisten sind im August voll entwickelt und leben bis weit in den Herbst hinein. Der Höhepunkt der Populationen befindet sich erst im September, sodass die Art im Spätherbst gegenüber anderen Heuschrecken dominant auftritt.

## Gefährdung und Schutz
Die Rote Keulenschrecke kommt in Mitteleuropa insbesondere im Süden bis nach Mitteldeutschland häufig vor, weswegen sie als ungefährdet betrachtet wird. Es ist jedoch davon auszugehen, dass einzelne Teilpopulationen auf Grund der schlechten Mobilität der Art von Isolation betroffen sind, da geeignete Verbundstrukturen zwischen den einzelnen Lebensräumen zunehmend seltener werden.